# Wladimir Fjodorowitsch Djomin
Wladimir Fjodorowitsch Djomin (russisch Владимир Фёдорович Дёмин, auch Vladimir Demin; * 5. September 1948 in Dwornikowo (Дворниково), Rajon Woskressensk, Oblast Moskau, RSFSR, UdSSR) ist ein russischer Politiker und ehemaliger Badmintonspieler.

## Biographie
Demin studierte in den 1970er Jahren Bauingenieurwesen an der Moskauer Staatlichen Akademie für Kommunalwirtschaft und Bauwesen. Von 1985 bis 1986 arbeitete er als erster stellvertretender Leiter des regionalen Verbandes für Großplattenbau im Rajon Ramenskoje.
2002 absolvierte Demin die Russische Akademie für Volkswirtschaft und Öffentlichen Dienst beim Präsidenten der Russischen Föderation. Er ist Mitglied der Partei Einiges Russland.
Von 1996 bis 2016 war Demin Leiter des Rajons Ramenskoje.
Wladimir Demin gehört zu den Pionieren des Badmintonsports in der ehemaligen Sowjetunion. Bei den ersten beiden Titelkämpfen 1963 und 1964 siegte er jeweils im Mixed mit seiner Schwester Marina Demina.

## Auszeichnungen
- Ehrenzeichen der Sowjetunion[3]
- Verdienstorden für das Vaterland IV. Klasse[3]
- Orden des Heiligen Fürsten Daniel von Moskau III. Klasse und II. Klasse (2004)[3]